# Quatre Evangelistes

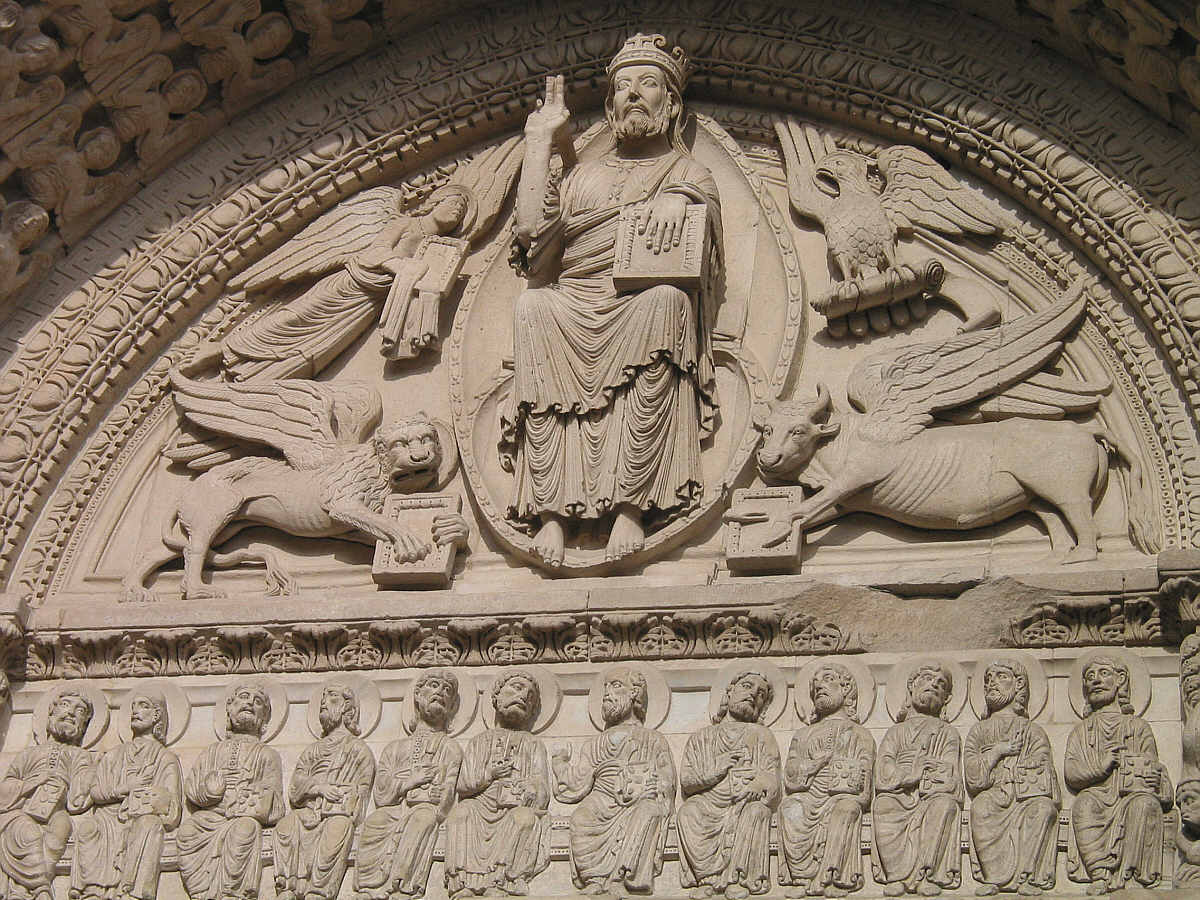
Els símbols dels Evangelistes envoltant el Crist en Majestat sobre el timpà de l'Església de Sant Tròfim.

Els Evangelistes o també Els Quatre Evangelistes, són els autors respectius dels evangelis (Mateu, Marc, Lluc i Joan).

## Iconografia

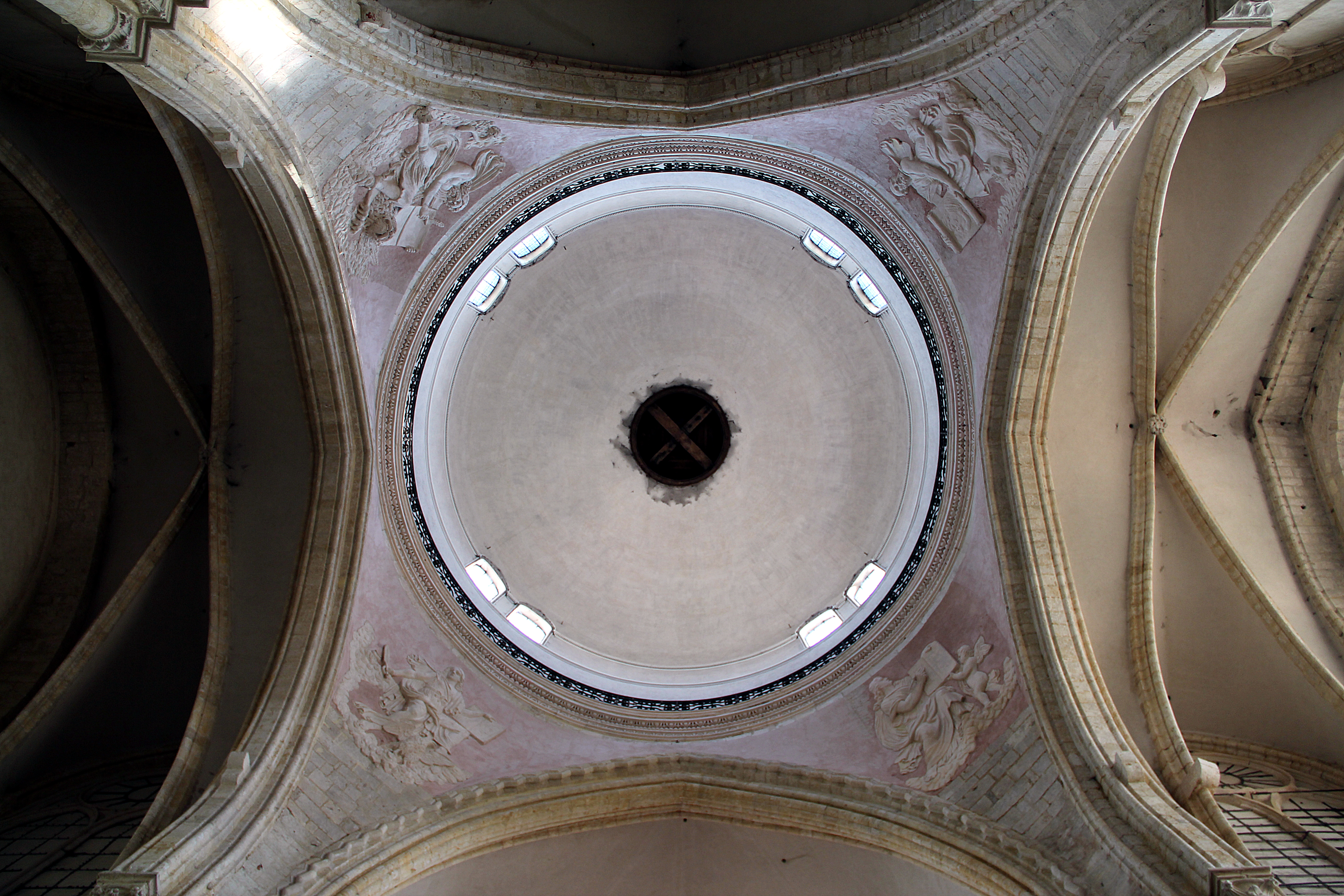
Representació en baix relleu dels Quatre Evangelistes en les petxines de la cúpula de l'Església col·legial de Saint-Quiriace de Provins.

La iconografia dels quatre evangelistes associa cada un d'ells a un símbol (home o àngel, lleó, toro o bou i àliga). Quan els quatre símbols es presenten junts, generalment al costat de la Maiestas Domini, constitueixen el tetramorf:
- L'home o àngel s'associa a Mateu, ja que el seu Evangeli comença fent un repàs a la genealogia de Crist, el Fill de l'Home;
- El lleó s'identifica amb Marc, perquè el seu Evangeli comença parlant de Joan Baptista, «veu que clama en el desert», aquesta veu seria com la del lleó;
- El bou seria Lluc, ja que el seu Evangeli comença parlant del sacrifici que va fer Zacaries, pare de Joan Baptista, a Déu;
- L'àguila ha estat associada a la figura de Joan, ja que el seu Evangeli és el més abstracte i teològic dels quatre i, per tant, el que s'eleva sobre els altres. El de Joan és l'únic evangeli no sinòptic.

Miniatures extretes de les Grans hores d'Anna de Bretanya (1503-1508)
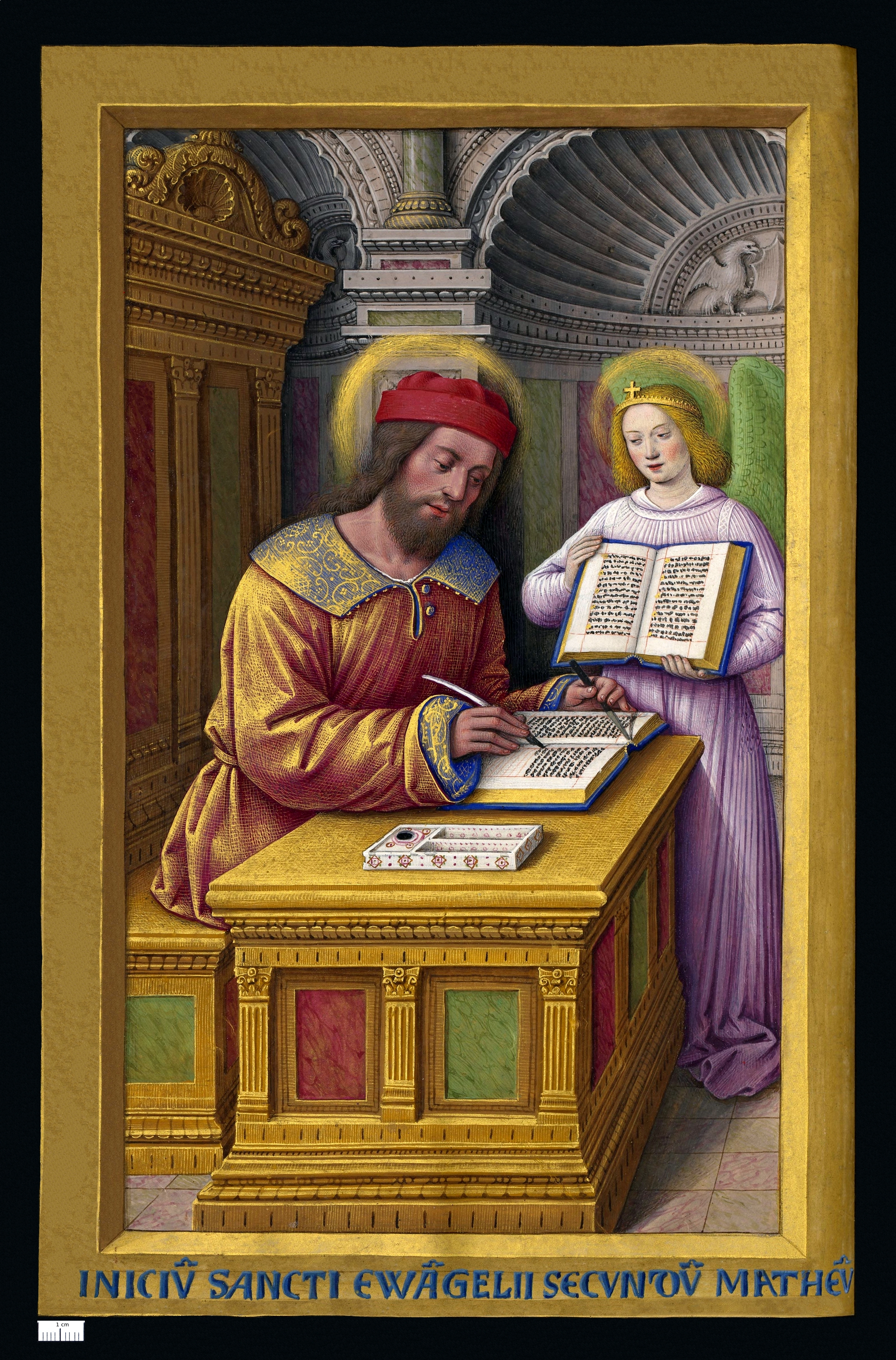
Mateu
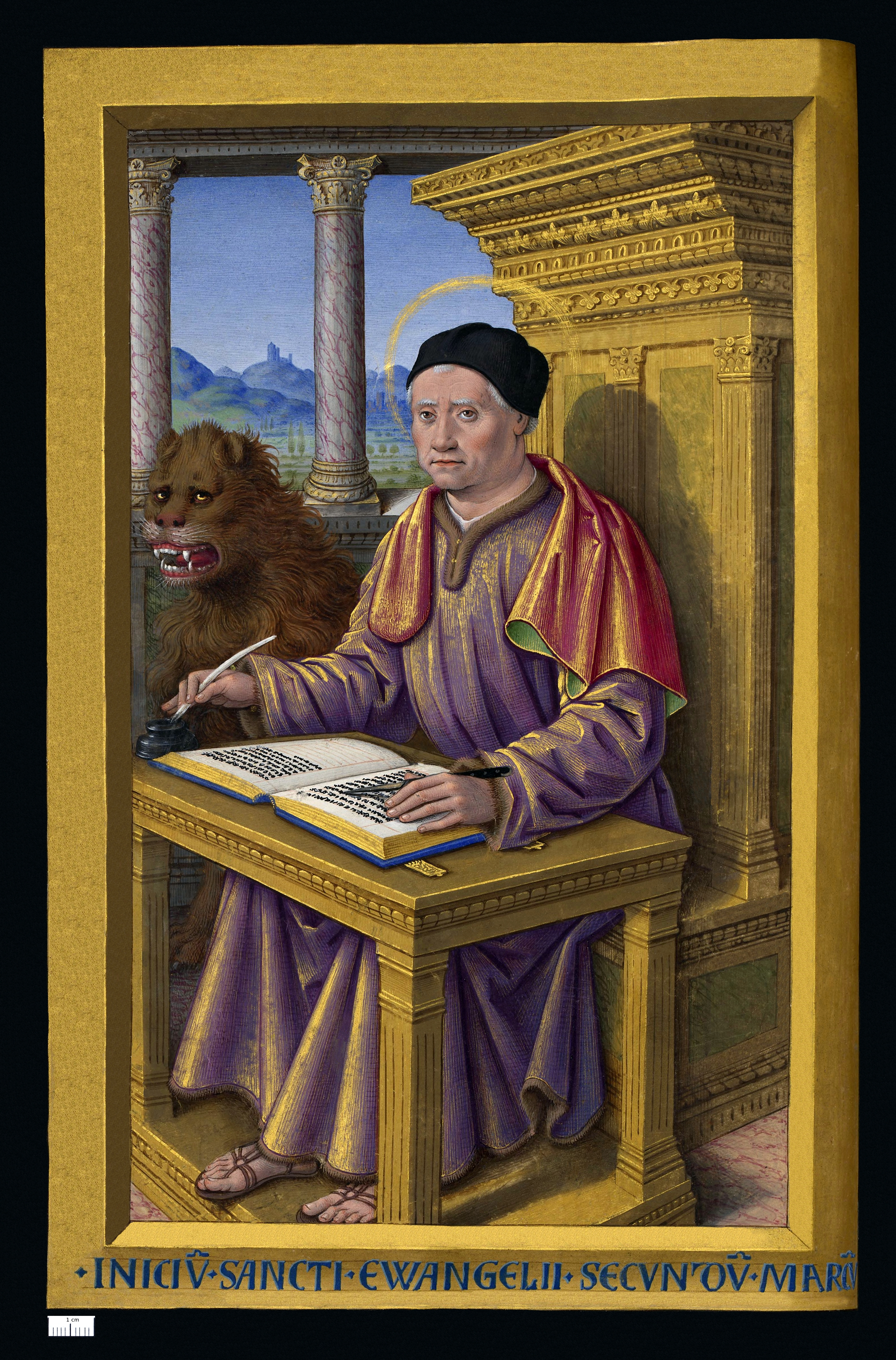
Marc
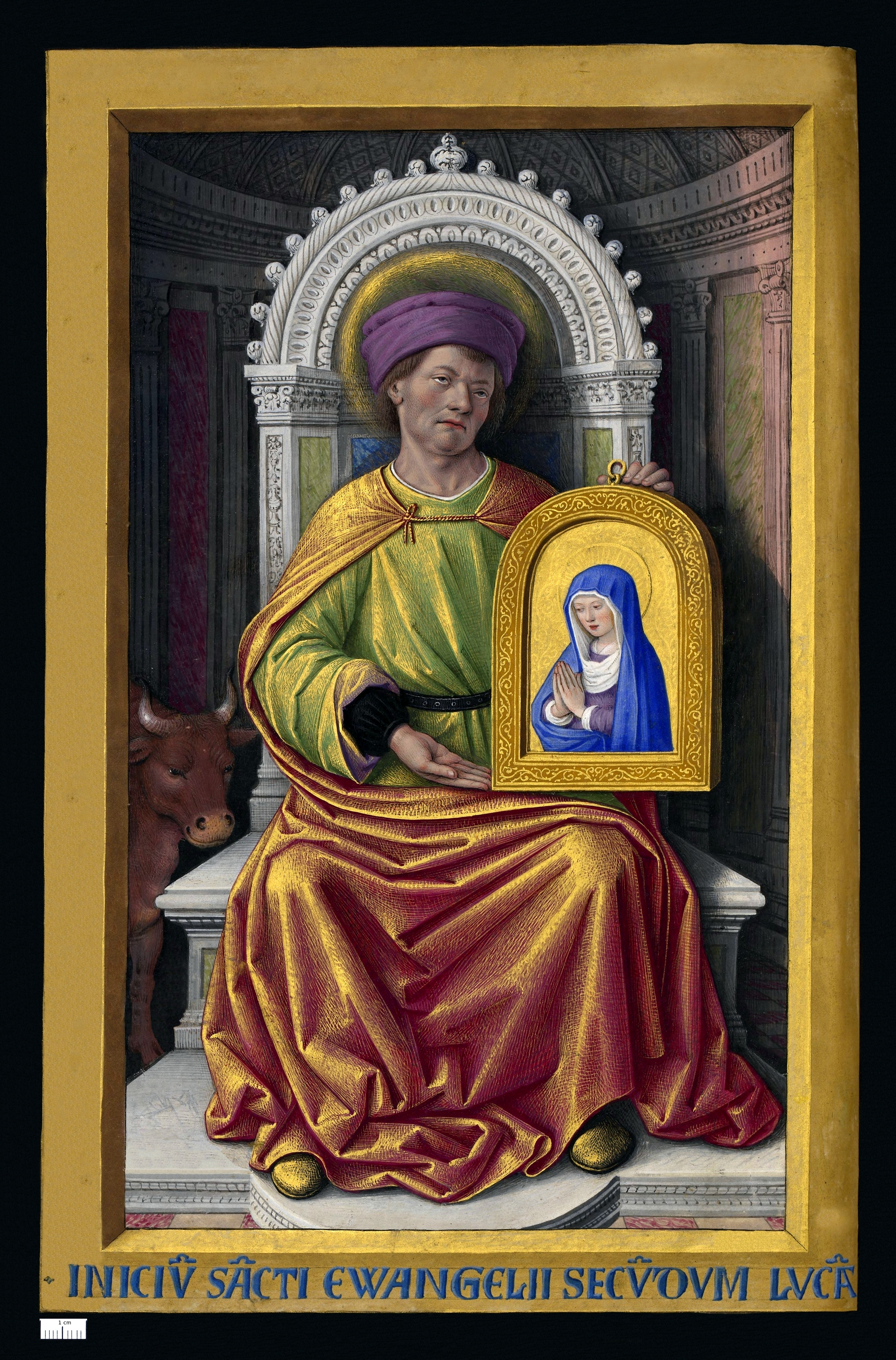
Lluc
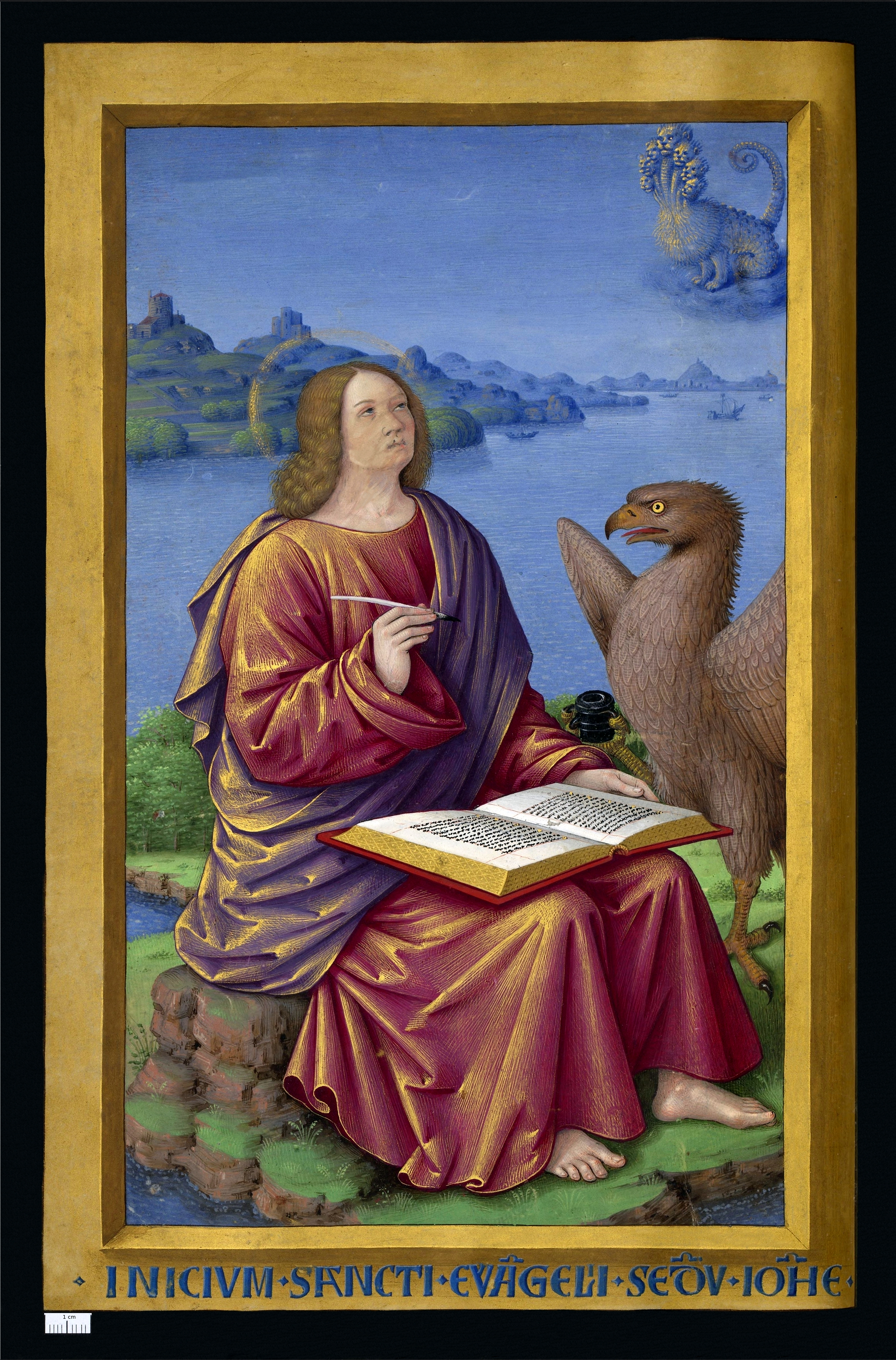
Joan